# Else-Marthe Sørlie Lybekk
Else-Marthe Sørlie Lybekk (* 11. September 1978 in Gjøvik, Norwegen) ist eine ehemalige norwegische Handballspielerin.

## Karriere
Die 1,77 m große Kreisläuferin stieß nach Vereinen wie Snertingdal IF, Toten HK, Nordstrand IF, dem HCL wieder zu Nordstrand. Im Jahre 2010 beendete sie ihre Karriere.
Die Norwegerin bestritt fünf Bundesligasaisons in Deutschland für den HCL. Die wurfkräftige Spielerin war ebenfalls Kapitänin des Bundesligisten.
Auch in der norwegischen Nationalmannschaft, mit der sie einmal Welt-, dreimal Europameister und einmal Olympiasieger wurde, war sie eine wichtige Spielerin. Nicht ohne Grund wurde sie 2006 nach einer einjährigen Pause wieder in den Kader aufgenommen. Bei der Weltmeisterschaft 2007 in Frankreich wurde sie Vizeweltmeisterin. Ein Jahr später holte sie sich bei den Olympischen Spielen die Goldmedaille und wurde zusätzlich in das Allstar-Team gewählt. Nach dem Olympiasieg beendete sie ihre internationale Laufbahn.
Sørlie Lybekk wurde im Mai 2013 zur Vizepräsidentin des Norges Håndballforbunds gewählt.

## Trivia
Ihrer Schwester Ragnhild Sørlie spielte ebenfalls mit Else-Marthe beim HCL. Ihr Mann Preben Lybekk ist ehemaliger dänischer Handballspieler und fungierte in ihren Abschiedsspiel bei HC Leipzig als Trainer.

## Erfolge
- norwegische Pokalsiegerin 2002 mit Nordstrand IF
- deutsche Pokalsiegerin 2006, 2007, 2008 mit HC Leipzig
- deutsche Meisterin 2006 mit HC Leipzig
- Weltmeisterin 1999
- Vizeweltmeisterin 2001, 2007
- Europameisterin 1998, 2004, 2006
- Vizeeuropameisterin 2002
- olympische Bronzemedaille 2000
- olympische Goldmedaille 2008